# Корабель-привид

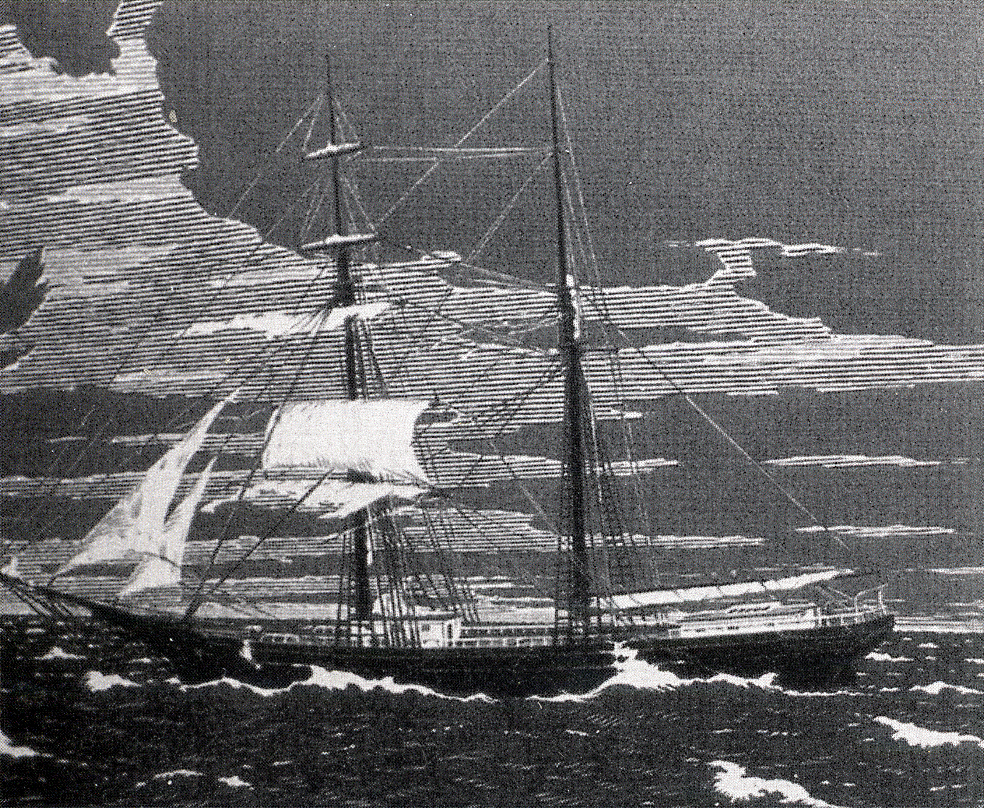
Марія Целеста на момент виявлення, гравюра.

Корабель-привид — корабель, який знаходиться в плаванні, але позбавлений живого екіпажу. Цим терміном називають як явно вигадані примарні кораблі, так і реальні кораблі, що раніше зникли, однак згодом були виявлені дрейфуючими у морі без команди, або із загиблою командою на борту. Розслідування випадків часто ускладнюється через відсутність свідоцтв пригоди (свідчень, записів у бортовому журналі тощо). Сюди ж належать і суда, що на момент зникнення не мали команди, наприклад, перебуваючи у порту або на буксировці, і були відірвані та віднесені у море вітром чи хвилями і перебували у вільному дрейфі.

## Відомі кораблі-привиди

### Очевидні легенди

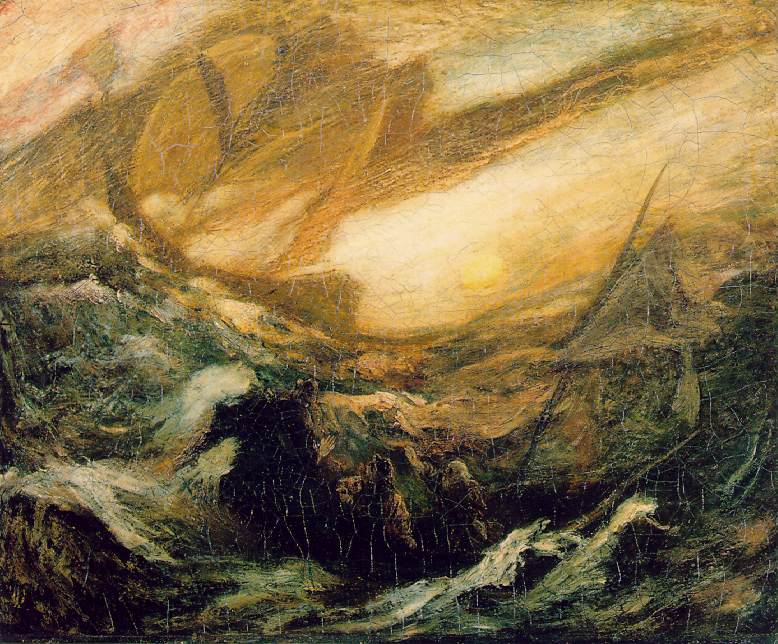
Альберт Пінху Рідер. «Летючий голландець».

- З 1748 року — шхуна «Lady Lovibond» навмисно розбита 13 лютого 1748 року на мелі Гудвін-Сендс, графство Кент, Англія, кожні п'ятдесят років начебто знову з'являється біля узбережжя графства Кент. Жодних офіційних записів про це судно і його затоплення не знайдено.
- З 1795 року відомі легенди про «Летючий голландець» — корабель, яким керує капітан, засуджений вічно плавати морями. Ця легенда є найвідомішою історією про кораблі-привиди і надихнула на створення багатьох творів.
- З 1813 року з'явилися повідомлення про спостереження привиду палаючої американської шхуни «Young Teazer», яка була підірвана у затоці Махоун, Нова Шотландія, Канада під час англо-американської війни 1812 року. Ці видіння називають «Teazer Light», «Вогні Тізера».
- «Eliza Battle», колісний пароплав, який згорів у 1858 році на річці Томбігбі, штат Алабама (США). Повідомляють, що час від часу у холодні та вітряні зимові ночі бачать привид цього судна, повністю охопленого вогнем. Вважається, що це видіння віщує катастрофу.
- За легендою, колісний пароплав «Iron Mountain» таємниче зник у 1872 році, були виявлені лише баржі, які він буксирував. Насправді, це судно сіло на мілину і затонуло на північ від Віксбурга, штат Міссісіпі в 1882 році, і у цій історії нічого загадкового немає. Протягом багатьох років після цього надходили численні повідомлення про спостереження цього судна, що пливе вздовж узбережжя, а також про примарні рятувальні шлюпки із тілами екіпажу в них.
- Після аварії пароплава «Valencia» в 1906 році біля узбережжя острова Ванкувер, Канада, почали надходити повідомлення про спостереження примарних видінь, пов'язаних з цим судном. Зокрема, розповідали про рятувальні шлюпки, якими веслують скелети, хмару диму у формі «Valencia» з вихлопної труби рятувального судна, схожий на «Valencia» примарний корабель з людськими фігурами тощо. Втім, у 1933 році дійсно була знайдена одна з рятувальних шлюпок з цього судна, без жодних аномальних подробиць.

### Не підтверджені приклади

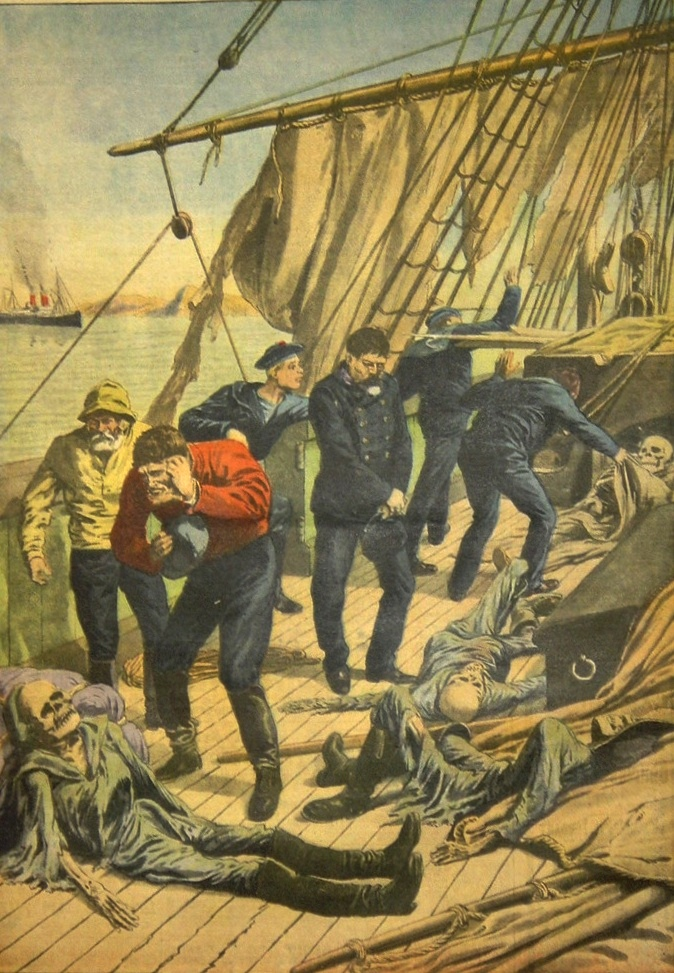
Виявлення судна «Мальборо», ілюстрація з «Le Petit Journal», 1913 рік

- 1775 — недалеко від берега Гренландії начебто було виявлене дрейфуючим англійське торговельне судно «Октавіус», яке поверталося з Китаю. На борту виявили заморожені тіла членів команди. Судновий журнал капітана показав, що судно в 1762 зробило спробу проходження по Північно-Західному проходу, який успішно ніким не перетинався аж до 1906 року. Судно з тілами екіпажу, очевидно, завершило цей перехід, дрейфуючи серед пакового льоду протягом 13 років. Офіційних підтверджень цієї історії немає, її у різних варіаціях публікували, починаючи з першої половини XIX століття; назва, місце, час знаходження і приналежність корабля неодноразово змінювалися.
- 1840 — шхуна «Дженні» нібито була виявлена після того, як 17 років з 1823 року провела в льодовому бар'єрі протоки Дрейка. На борту знаходилися тіла семи людей, включаючи одну жінку, а також собаки, збережені антарктичним холодом. Ніяких офіційних доказів того, що це судно взагалі існувало, не виявлено.
- 1878 — британський корвет «Еврідіка» затонув біля острова Вайт і протоки Ла-Манш, після чого почали надходити повідомлення про спостереження привиду цього корабля. До числа свідків, що начебто бачили такі видіння, належать команда підводного човна Королівського флоту (у 1930-х роках) і принц Едвард (в 1998 році).
- 1913 — біля мису Горн було начебто виявлено судно «Мальборо» зі скелетами його екіпажу на борту. Це судно дійсно зникло у 1890 році, але історія про його виявлення виглядає сумнівною.
- У 1948 році торгові судна в районі Малаккської протоки біля Суматри прийняли радіосигнал голландського теплохода «Оранг Медан», у якому радист повідомляв, що вся команда загинула, і що він також помирає, після чого сигнал перервався. Коли екіпаж американського судна виявив судно і піднявся на його борт, вся команда «Оранг Медан» була мертва. На обличчях членів екіпажу застиг вираз жаху. Несподівано в трюмі теплохода спалахнула пожежа і незабаром корабель вибухнув та затонув. При вивченні цієї історії ніяких документальних підтверджень цього випадку виявити не вдалося, але було визначено, що її публікували ще у 1940 році, з дещо іншими обставинами. Рік і місце події у пізніших публікаціях також змінювалися.

### Офіційно підтверджені випадки

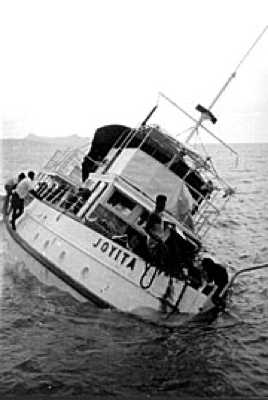
«Joyita». Судно сильно хилиться на лівий борт через часткове затоплення.

- 1750 або 1760 — на мілководді біля селища Істонс, Род-Айленд був виявлений вітрильник «Сіберд». Баркас судна був відсутній, жодної людини на борту парусника не було, єдиними живими істотами на борту були собака та кіт. Схоже, що судно залишили дуже недавно: на плиті камбуза виявили ще киплячу каву, а на столі в салоні були розставлені тарілки. Вантаж (деревина і кава з Гондурасу), навігаційні прилади, карти, лоції і суднові документи були на місці. Останній запис у вахтовому журналі: «Вийшли на траверз рифу Брентон». Ретельному розслідуванню не вдалося встановити причину зникнення екіпажу корабля.
- 15 травня 1854 року барк Британського Королівського флоту «Resolute» під час пошуків експедиції Джона Франкліна був затиснутий у льодах і покинутий командою поблизу Вайкаунт-Мелвілл. Корабель продрейфував без екіпажу приблизно 1200 миль (1900 км) і 10 вересня 1855 року був виявлений, вже звільненим від льоду, біля острова Баффінова Земля. З деревини цього корабля було зроблено стіл Резолют, що зараз знаходиться в Овальному кабінеті Білого дому.
- 1872 — «Марія Целеста» — можливо, найбільш відомий з реальних кораблів-примар, — була виявлена залишеною екіпажем між Португалією і Азорськими островами, причому судно не мало пошкоджень.
- 1921 — п'ятищоглова шхуна «Керролл А. Дірінг», що 28 січня пройшла в нормальному стані повз маяк мису Лукаут, 31 січня того ж року була помічена з посту Берегової охорони США на зовнішній кромці мілини Даймонд Шоул. Всі вітрила шхуни були прибрані, на борту нікого не було, крім корабельного кота. Вантаж, їстівні припаси і особисті речі членів екіпажу були цілі; але рятувальні шлюпки, хронометр, секстанти і вахтовий журнал відсутні. Рульове управління було виведено з ладу, а судновий компас і частина навігаційних приладів виявилися розбитими. Причини зникнення команди (9 осіб) і капітана з'ясувати не вдалося.
- 1931 — вантажний пароплав «Бейчімо» був залишений екіпажем у Північному Льодовитому океані, коли був затиснутий у паковому льоду поблизу Барроу, штат Аляска. Вважалося, що судно мало затонути, але воно лишилося  наплаву, і його близько сорока разів бачили дрейфуючим в Чукотському морі між 1931 і 1969 роками. Вважається, що врешті воно затонуло.
- 1955 — торгове судно «Joyita» було виявлене залишеним у Тихому океані. Судновий шлюп і три рятувальні плоти, а також бортовий журнал були відсутні. Подальше розслідування виявило, що судно перебувало в аварійному стані, але доля пасажирів і екіпажу все одно лишилася невідомою.
- 2002 — індонезійська риболовецька шхуна «High Aim 6» була виявлена дрейфуючою без екіпажу біля Нової Зеландії. Незважаючи на ретельні пошуки, ніяких слідів 14 членів команди так і не вдалося виявити. Поліція Тайваню припускає, що на борту відбувся заколот.
- 2006 — танкер «Jian Seng» був знайдений недалеко від берега Уейпа, (Квінсленд, північно-східна Австралія) в березні. Його походження і власник не були встановлені, тому в квітні судно було знищено.
- 2006 рік — «Бел Аміка» була виявлена в серпні неподалік від берега Сардинії. Команда берегової охорони, яка виявила судно, знайшла на борту залишки їжі, французькі карти північних африканських морів і прапор Люксембургу.
- 2007 — австралійська рибальська яхта (12-метровий катамаран) «Каз II», яка покинула Ерлі-Біч (Австралія) 15 квітня, була виявлена в наступну середу неподалік від берега Квінсленда (північно-східна Австралія, біля Великого Бар'єрного рифу). Коли на неї висадилися рятувальники, то вони виявили, що працюють двигун, ноутбук, радіо, GPS, був накритий стіл, але команда, яка складалася з трьох осіб, на борту була відсутня. Усі вітрила яхти були на місці, але сильно пошкоджені. Три рятувальних жилета та інше рятувальне обладнання були на місці. Пошук команди був припинений 25 квітня, оскільки навряд чи хто-небудь вижив за такий проміжок часу.
- 2008 — дрейфуючий плашкоут — імовірно російський — без назви, бортового номера і людей на борту виявило Управління безпеки на морі Японії в Японському морі.
- 2010 — торгове судно без розпізнавальних знаків виявили єгипетські прикордонники у Червоному морі. На борту були знайдені наркотики.
- 2012 — японський траулер «Реуун Мару», приписаний до порту Хатінохе (японська префектура Аоморі), віднесений недавніми цунамі, дрейфував біля берегів Аляски, був розстріляний і потоплений 6 квітня береговою службою США.
- 2013 — судно «Lyubov Orlova» з 24 січня 2013 року знаходилося у вільному дрейфі в Атлантичному океані без екіпажу і розпізнавальних вогнів після того, як обірвався трос, на якому його буксирували. Останнє спостереження судна датується 2014 роком, можливо з того часу воно затонуло.
- 2013 — Екіпаж ракетного крейсера «Москва» виявив у районі Бермудського трикутника яхту без екіпажу. Із знайдених документів стало відомо, що вона належить громадянину Норвегії Гунару Егілю Міре. ГРКР «Москва» взяв яхту на буксир.